# Węgierska Formuła 2000 Sezon 2014
Węgierska Formuła 2000 Sezon 2014 – dwudziesty trzeci sezon Węgierskiej Formuły 2000.

## Kalendarz wyścigów
| Runda | Data            | Tor           | Pole position    | Najszybsze okrążenie | Zwycięzca (kierowcy) | Zwycięzca (zespoły) |
| ----- | --------------- | ------------- | ---------------- | -------------------- | -------------------- | ------------------- |
| 1     | 26 kwietnia     | Hungaroring   | Oliver Ofner     | Krisztián Fekete     | Chanoch Nissany      | G-Kart Team         |
| 2     | 27 kwietnia     | Hungaroring   | Krisztián Fekete | Balázs Pődör         | Krisztián Fekete     | School Team Hungary |
| 3     | 10 maja         | Slovakiaring  | ?                | Tamás Pál Kiss       | Tamás Pál Kiss       | School Team Hungary |
| 4     | 11 maja         | Slovakiaring  | ?                | Balázs Pődör         | Balázs Pődör         | School Team Hungary |
| 5     | 21 czerwca      | Pannónia-Ring | ?                | ?                    | Krisztián Fekete     | School Team Hungary |
| 6     | 22 czerwca      | Pannónia-Ring | ?                | Tamás Kőszegi        | Tamás Kőszegi        | G1 Motorsport       |
| 7     | 23 sierpnia     | Slovakiaring  | Krisztián Fekete | Balázs Pődör         | Balázs Pődör         | School Team Hungary |
| 8     | 24 sierpnia     | Slovakiaring  | Balázs Pődör     | Balázs Pődör         | Balázs Pődör         | School Team Hungary |
| 9     | 10 października | Hungaroring   | ?                | Balázs Pődör         | Tamás Kőszegi        | G1 Motorsport       |
| 10    | 11 października | Hungaroring   | ?                | Krisztián Fekete     | Krisztián Fekete     | School Team Hungary |
| 11    | 12 października | Hungaroring   | ?                | Krisztián Fekete     | Krisztián Fekete     | School Team Hungary |

## Klasyfikacja kierowców
| Legenda oznaczeń w tabelach wyników Wyświetl szablon na nowej stronie | Legenda oznaczeń w tabelach wyników Wyświetl szablon na nowej stronie                                                                     |
| Oznaczenie                                                            | Wyjaśnienie |
| --------------------------------------------------------------------- | --- |
| Złoty                                                                 | Zwycięzca lub mistrzostwo |
| Srebrny                                                               | 2. miejsce lub wicemistrzostwo |
| Brązowy                                                               | 3. miejsce lub II wicemistrzostwo |
| Zielony                                                               | Ukończył, punktował (w klasyfikacji generalnej, gdy zdobył co najmniej jeden punkt na przestrzeni sezonu, poza trzema powyższymi opcjami) |
| Niebieski                                                             | Ukończył, nie punktował (w klasyfikacji generalnej, gdy nie zdobył co najmniej jednego punktu na przestrzeni sezonu)                      |
| Czerwony                                                              | Nie zakwalifikował się (NZ) |
| Czerwony                                                              | Nie prekwalifikował się (NPK) |
| Różowy                                                                | Nie ukończył (NU) |
| Różowy                                                                | Niesklasyfikowany (NS) (w klasyfikacji generalnej, gdy nie został sklasyfikowany w żadnym wyścigu sezonu)                                 |
| Czarny                                                                | Zdyskwalifikowany (DK) |
| Czarny                                                                | Wykluczony (WYK/EX) |
| Biały                                                                 | Nie wystartował (NW) |
| Biały                                                                 | Kontuzjowany (K/INJ) |
| Biały                                                                 | Wyścig odwołany (OD/C) |
| Bez koloru                                                            | Został wycofany (WYC/WD) |
| Bez koloru                                                            | Nie przybył (NP/DNA) |
| Bez koloru                                                            | Nie brał udziału w treningach (NT/DNP) |
| Bez koloru                                                            | Nie został zgłoszony (–) |
| Pogrubienie                                                           | Start z pole position |
| Kursywa                                                               | Najszybsze okrążenie wyścigu |
| †                                                                     | Nie ukończył, ale jego rezultat został zaliczony ze względu na przejechanie więcej niż 90% dystansu wyścigu.                              |
| *                                                                     | Sezon w trakcie |
| 1/2/3                                                                 | Punktowana pozycja w sprincie kwalifikacyjnym                                                                                             |
| Lista systemów punktacji Formuły 1                                    | |

| Poz.         | Kierowca         | Zespół              | HUN          | HUN          | SVK          | SVK          | PAN          | PAN          | SVK          | SVK          | HUN          | HUN          | HUN          | Punkty       |
| Formuła 2000 | Formuła 2000     | Formuła 2000        | Formuła 2000 | Formuła 2000 | Formuła 2000 | Formuła 2000 | Formuła 2000 | Formuła 2000 | Formuła 2000 | Formuła 2000 | Formuła 2000 | Formuła 2000 | Formuła 2000 | Formuła 2000 |
| ------------ | ---------------- | ------------------- | ------------ | ------------ | ------------ | ------------ | ------------ | ------------ | ------------ | ------------ | ------------ | ------------ | ------------ | ------------ |
| 1            | Krisztián Fekete | School Team Hungary | 2            | 1            | 2            | 2            | 1            | 4            | 2            | 2            | 2            | 1            | 1            | 103          |
| 2            | Balázs Pődör     | School Team Hungary | 3            | 2            | 3            | 1            | NU           | 3            | 1            | 1            | 3            | 2            | 2            | 86           |
| 3            | Tamás Kőszegi    | G1 Motorsport       | 4            | 3            | NW           | 8            | 2            | 1            | 3            | 4            | 1            | 3            | NW           | 57           |
| 4            | Dominik Fekete   | School Team Hungary | 5            | NU           | 4            | NW           | 3            | 2            | 4            | 5            | 5            | 4            | 4            | 51           |
| 5            | Tamás Rónai      | Formula Car Team    | 7            | 5            | 5            | 3            | 4            | 5            | 6            | 7            | 4            | NU           | 3            | 47           |
| 6            | Arnold Papp      | Vígh Racing Team    | 9            | 7            | 8            | 4            | 6            | 7            | 8            | NU           | 7            | 5            | 5            | 28           |
| 7            | László Eszenyi   | Formula Car Team    | 6            | NU           | 7            | 5            | 5            | 10           | 7            | 6            | 6            | 6            | 7            | 28           |
| 8            | Chanoch Nissany  | G-Kart Team         | 1            | 4            | -            | -            | -            | -            | 5            | 3            | -            | -            | -            | 25           |
| 9            | Zoltán Balogh    | Formula Car Team    | 10           | 8            | 9            | 6            | 8            | 9            | 9            | 8            | NU           | 7            | 6            | 14           |
| 10           | Oliver Ofner     | School Team Hungary | 8            | 6            | 6            | 9            | 7            | 6            | -            | -            | -            | -            | -            | 12           |
| 11           | Tamás Pál Kiss   | School Team Hungary | -            | -            | 1            | NW           | -            | -            | -            | -            | -            | -            | -            | 10           |
| 12           | Zoltán Fekete    | School Team Hungary | -            | -            | NW           | 7            | 9            | 8            | -            | -            | -            | -            | -            | 3            |
| 13           | János Magyar     | School Team Hungary | -            | -            | -            | -            | 10           | NU           | 10           | NW           | -            | -            | -            | 0            |
| Formuła 1600 |                  |                     |              |              |              |              |              |              |              |              |              |              |              |              |
| 1            | János Magyar     | School Team Hungary | 1            | 1            | 1            | 1            | -            | -            | -            | -            | NW           | NW           | 1            | 60           |